# Lucas Vanclooster
Lucas Vanclooster (Roeselare, 15 mei 1958) is een Vlaams journalist, van 1994 tot en met 2020 werkzaam bij de VRT. Onder het pseudoniem Johny Van Tegenbos schreef hij ook enkele boeken.
Vanclooster volgde eerst een lerarenopleiding (regentaat Nederlands-Engels-Economie) en gaf elf jaar les, waarvan twee jaar in de kunsthumaniora. Hij werkte ook drie jaar als chauffeur van Gerard Mortier bij de Koninklijke Muntschouwburg, waarop hij twee boeken baseerde: De bochtenrijder van de opera (1989) en Funyu (1991). Bij het radionieuws was hij eerst specialist Groot-Brittannië, Ierland en India; vanaf 2007 (na grote herstructureringen bij de VRT Nieuwsdienst) werd dat hoofdzakelijk cultuur. Hij werkte mee aan een boek over de Vilvoordse architecten De Winter en Engels.

## Privé
Vanclooster is getrouwd met collega-journaliste Kristien Bonneure en woont in Vilvoorde. Hun 21-jarige zoon, die vermist was sinds nieuwjaarsdag 2020 werd op 5 januari in het Zeekanaal Brussel-Schelde dood teruggevonden. Hij kwam om het leven door verdrinking. Het koppel heeft ook nog een dochter.